# Pseudomys glaucus
Pseudomys glaucus е изчезнал вид бозайник от семейство Мишкови (Muridae).

## Разпространение
Видът е бил разпространен в Източна Австралия.